# Schaidasattel
Schaidasattel är ett bergspass i Österrike.   Det ligger i distriktet Klagenfurt-Land och förbundslandet Kärnten, i den sydöstra delen av landet, 240 km sydväst om huvudstaden Wien. Schaidasattel ligger 1 239 meter över havet.
Terrängen runt Schaidasattel är bergig åt nordväst, men åt sydost är den kuperad. Runt Schaidasattel är det ganska glesbefolkat, med 47 invånare per kvadratkilometer.. Närmaste större samhälle är Klagenfurt, 20,0 km nordväst om Schaidasattel. 
I omgivningarna runt Schaidasattel växer i huvudsak blandskog.